# Vlaka
Koordinati:   43°10′10″N, 16°21′56″E
Vlaka je nenaseljen otoček v skupini Peklenskih otokov v srednji Dalmaciji. Otoček leži med zalivoma Koludrica in Vlaka ter je  okoli 0,3 km oddaljeno od severne obale otočka Sveti Klement. Površina otočka je 0,021 km², dolžina obale meri 0,56 km. Najvišja točka na otočku je visoka 15 mnm.